# Remapping the Human Soul
Albums de Epik High
Black Swan Songs
(2006) Pieces, Part One
(2008)
Remapping the Human Soul est le quatrième album d'Epik High, sorti le 23 janvier 2007. L'album était censé sortir en octobre 2006, mais la date a du être repoussée. L'album s'est vendu à presque 90 000 exemplaires seulement un mois après sa sortie et a propulsé Epik High à la première place pour le titre de meilleur nouvel artiste. Ils ont décidé de faire un album sans genre particulier, juste de la musique. 
Certaines chansons de cet album ont été bannies de plusieurs chaînes à cause de paroles évoquant des crimes sexuels, la guerre, l'éducation et la religion — des sujets que le Ministère de la Culture et du Tourisme tente d'étouffer en imposant des restrictions d'âge (+19 dans notre cas), comme Tablo le déclare dans une interview avec le Korea Times. La chanson "Fan (Fanatic)" a permis au groupe et à l'album d'arriver à la 1re place de plusieurs classements musicaux. La popularité d'Epik High a aussi grandi au Japon grâce à la chanson "Flow", en featuring avec Emi Hinouchi. Ils sortiront un CD sample au Japon.

## Liste des pistes
Part 1 - The Brain
| #  | Titre                     | Signification                                   | Sous-titre/référence                           | Compositeur(s) | En featuring avec                       | Auteur(s)                                                            | Langue          |
| -- | ------------------------- | ----------------------------------------------- | ---------------------------------------------- | -------------- | --------------------------------------- | -------------------------------------------------------------------- | --------------- |
| 1  | "The End Times" (Opening) |                                                 |                                                | DJ Tukutz      |                                         |                                                                      |                 |
| 2  | "白夜"                    | "White Night" (Baegya)                          | "Stephen and Bloom"                            | DJ Tukutz      |                                         | Tablo, Mithra Jin                                                    | Coréen, anglais |
| 3  | "알고보니"                | "I Know" (Algoboni)                             | "It's a Special Kind of Fall, a Horrible Kind" | DJ Tukutz      | Jinbo                                   | Tablo, DJ Tukutz, Jinbo                                              | Coréen, anglais |
| 4  | "실어증"                  | "Aphasia" (Sireojeung)                          | "Here We Are Now, Entertainers"                | Pe2ny          | Paloalto                                | Tablo, Mithra Jin                                                    | Coréen, anglais |
| 5  | "Mr. Doctor"              |                                                 | "Your Own Personal Kevorkian"                  | Yankie de TBNY | Yankie                                  | Tablo, Mithra Jin, Yankie                                            | Coréen, anglais |
| 6  | "Runaway" (Mithra's Word) |                                                 | "Do Not Drink the Kool-aid"                    | Mithra Jin     |                                         | Mithra Jin                                                           | Coréen          |
| 7  | "Exile" (Halftime)        |                                                 |                                                | Pe2ny          |                                         |                                                                      |                 |
| 8  | "Still Life"              |                                                 | "Young Hamlets + Ophelias, Deconstruct!"       | DJ Tukutz      | Jinbo, The Quiett, Kebee, TBNY, MC Meta | Tablo, Mithra Jin, The Quiett, Kebee, MC Meta, Topbob, Yankie, Jinbo | Coréen, anglais |
| 9  | "피해망상 pt. 1"          | "Delusion of Persecution pt. 1" (Pihaemangsang) | "But a Dream within a Dream"                   | DJ Tukutz      | Junggigo                                | Tablo, Mithra Jin, Junggigo                                          | Coréen          |
| 10 | "희생양"                  | "Scapegoat" (Huisaengyang)                      | "I Want to Live!"                              | Tablo          | Sweet Sorrow                            | Tablo, Mithra Jin                                                    | Coréen, anglais |
| 11 | "Nocturne" (Tablo's Word) |                                                 | "2 Corinthians 11:14"                          | DJ Tukutz      |                                         | Tablo                                                                | Coréen, anglais |
| 12 | "혼"                      | "Soul" (Hon)                                    | "731"                                          | Kim Bum Jong   |                                         | Tablo, Mithra Jin                                                    | Coréen, anglais |
| 13 | "In Peace" (Closing)      |                                                 |                                                | DJ Tukutz      |                                         |                                                                      |                 |

Part 2 - The Heart
| #  | Title                                                                                            | Signification                 | Sous-titre/référence                 | Compositeur(s) | En featuring avec | Auteur(s)                        | Langue          |
| -- | ------------------------------------------------------------------------------------------------ | ----------------------------- | ------------------------------------ | -------------- | ----------------- | -------------------------------- | --------------- |
| 1  | "Slave Song" (Overture)                                                                          |                               |                                      | Tablo          |                   |                                  |                 |
| 2  | "Flow"                                                                                           |                               | "Special security prisoner Eller"    | Tablo          | Emi Hinouchi      | Tablo, Mithra Jin                | Coréen, anglais |
| 3  | "love/crime"(fan prelude)                                                                        |                               |                                      | Tablo          |                   |                                  |                 |
| 4  | "Fan"                                                                                            |                               | "John 20:29"                         | Tablo          |                   | Tablo, Mithra Jin                | Coréen          |
| 5  | "거미줄"                                                                                         | "Spider Web" (Geomijul)       | "I'm Flesh and Blood, but not Human" | Tablo          | ITTA              | Tablo, Mithra Jin                | Coréen, anglais |
| 6  | "선곡표"                                                                                         | "Track List" (Seongokpyo)     | "Last Night a DJ Saved My Life"      | DJ Zio         | DJ Zio            | Tablo, Mithra Jin                | Coréen          |
| 7  | "중독"                                                                                           | "Addiction" (Jungdok)         | "Aphrodisiac of the Self"            | Pe2ny          | Wanted            | Tablo, Mithra Jin                | Coréen, anglais |
| 8  | "Underground Railroad"(Intermission)                                                             |                               |                                      | Pe2ny          |                   |                                  |                 |
| 9  | "FAQ"                                                                                            |                               | "Retirement From You"                | Tablo          |                   | Tablo, Mithra Jin                | Coréen          |
| 10 | "Love Love Love"                                                                                 |                               | "Broadband Broadway"                 | Tablo          | Yoonjin de Casker | Tablo, Mithra Jin                | Coréen          |
| 11 | "Girl Rock"                                                                                      |                               | "Humbert Humbert"                    | Tablo          | Jiae de Freestyle | Tablo, Mithra Jin                | Coréen, anglais |
| 12 | "Broken Toys"                                                                                    |                               | "Mother, Lover, Artist, Soldier"     | Tablo          | Infinite Flow     | Tablo, Mithra Jin, Infinite Flow | Coréen          |
| 13 | "행복합니다"                                                                                     | "I'm Happy" (Haengbokhamnida) | "Roman Holiday"                      | JW de Nell     | JW de Nell        | Tablo, Mithra Jin                | Coréen          |
| 14 | "Public Execution" (Finale)                                                                      |                               |                                      | Pe2ny          |                   | Tablo (Narration)                |                 |
| *  | "Fly (Remix)"(piste cachée - débute à 1:23)                                                      |                               |                                      | Tablo          |                   | Tablo, Mithra Jin                | Coréen          |
| *  | "Fly Remix Prelude (Blackmap Darkness Remix)" (sur 100 copies spéciales de "Blackmap" seulement) |                               |                                      | Tablo          |                   | Tablo, Mithra Jin                | Coréen          |

Samples
- "The End Times (Opening)" contient des samples de "真実の爆弾 (Shinjitsu no bakudan)" de King Giddra.
- "White Night" contient des samples de "Nothing Can Stop Me" de Marilyn McCoo et Billy Davis, Jr.
- "Mr. Doctor" contient des samples de "Hasta Siempre" de Soledad Bravo.
- "Nocturne (Tablo's Word)" contient des samples de "Once Upon a Time" de Donna Summer.
- "중독" contient des samples de "Flashback" de Dee Dee Sharp Gamble.
- "Broken Toys" contient des samples de "Half Forgotten Daydreams" de John Cameron.

## Style et composition

### Influences
Part 2 (The Heart), qui a été produite par Tablo, a des influences de Philip Glass, Billy Corgan et Timbaland. Il a aussi insisté sur son intérêt pour le rock, le jazz, la trance, le style garage ainsi que le hip-hop.

## Récompenses
| Année | Cérémonie               | Catégorie        | Résultat |
| ----- | ----------------------- | ---------------- | -------- |
| 2007  | Mnet Asian Music Awards | Album de l'année | Lauréat  |